# Невельск (станция)
Невельск — железнодорожная станция Сахалинского региона Дальневосточной железной дороги. Названа по одноимённому городу, в котором расположена.

## История
Станция открыта 11 октября 1920 года в составе пускового участка Холмск-Сортировочный — Невельск. В 1921 году линия была продлена до Шахты-Сахалинской.
В 2009 году после землетрясения были капитально отремонтированы вокзал на станции и мост через реку Казачка.

## Деятельность
Станция представляет собой разъезд, на котором скрещиваются грузовые поезда из Холмска и Шахты-Сахалинской. По параграфу станция может отправлять небольшие грузовые отправления и контейнеры массой до 5 тонн.
Пассажирское сообщение по станции отсутствовало в период с 1999 года по 2021 год. До 1999 года от станции до Холмска курсировал местный поезд из двух вагонов японского производства с тепловозом ТГ16. С 2021 года курсирует пригородный маршрут рельсового автобуса "Орлан" по маршруту Холмск-Северный — Невельск.